# Học viện nghệ thuật sân khấu quốc gia Aleksander Zelwerowicz ở Warszawa

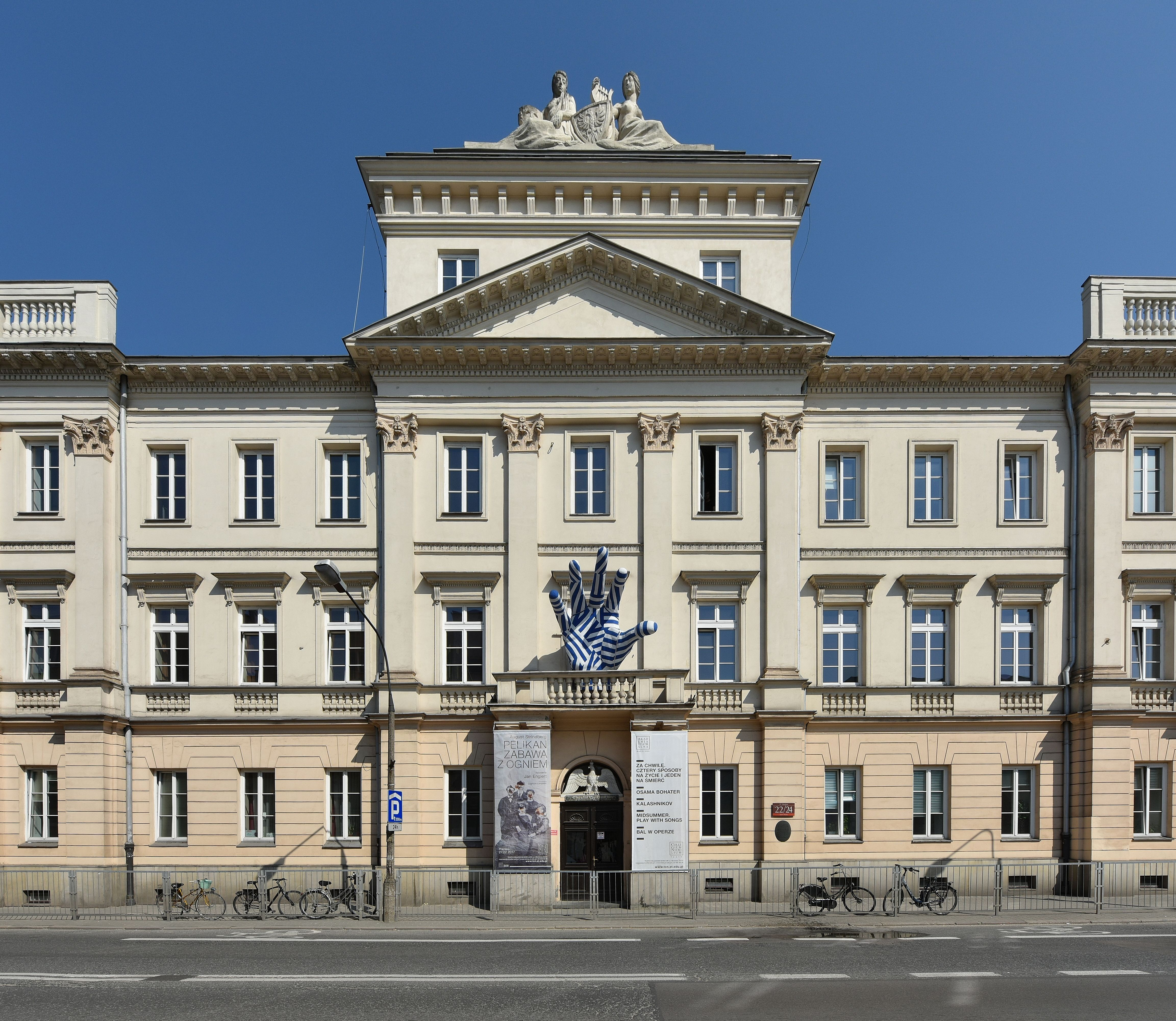
Học viện nghệ thuật sân khấu quốc gia Aleksander Zelwerowicz ở Warszawa,
Đường Miodowa (Warszawa), 22/24

Học viện nghệ thuật sân khấu quốc gia Aleksander Zelwerowicz ở Warszawa (tiếng Ba Lan: Akademia Teatralna im. Aleksandra Zelwerowicza Aleksandra Zelwerowicza) là một tổ chức giáo dục đại học công lập ở Warszawa, Ba Lan. Trọng tâm của Học viện là nghệ thuật sân khấu. Học viện này nằm trong Collegium Nobilium.

## Lịch sử
Học viện được thành lập vào năm Łódź vào năm 1946 và chuyển đến Warszawa vào năm 1949. Học viện tiếp tục truyền thống của Viện Nghệ thuật Sân khấu Quốc gia (Państwowy Instytut Sztuki Teatralnej) được thành lập vào năm 1932 vào năm 1932. Học viện được thành lập như là trường Cao đẳng quốc gia (Państwowa Wyższa Szkoła Teatralna) và nhận được một người bảo trợ (Aleksander Zelwerowicz) vào năm 1955. Năm 1962, Học viện đã nhận được chứng nhận là một tổ chức giáo dục đại học. Học viện đã nhận được tên hiện tại vào năm 1996.

## Hiệu trưởng
- 1946 -1949: Leon Schiller
- 1949 -1967: Jan Kreczmar

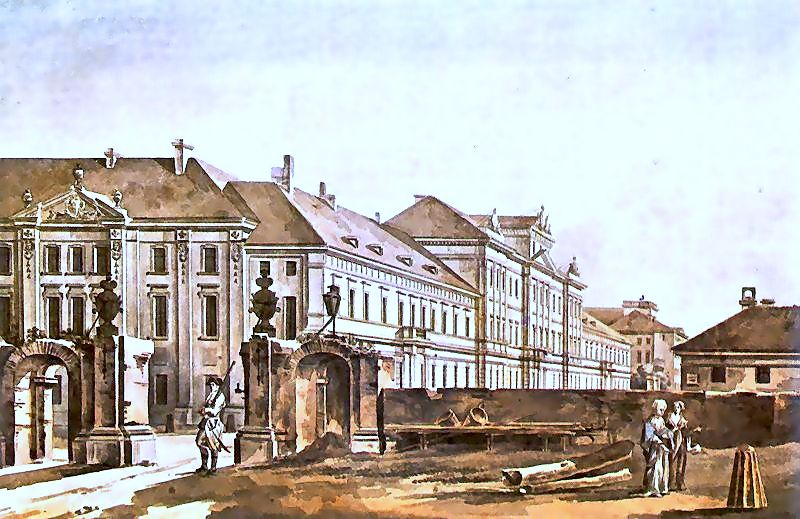
Một bức tranh lịch sử mô tả Collegium Nobilium (hiện là trụ sở của Học viện Nghệ thuật Sân khấu Quốc gia) của Zygmunt Vogel

- 1967 -1970: Władysław Krasnowiecki
- 1970 -1981: Tadeusz Lomnicki
- 1981 -1987 và 1993 -1996: Andrzej Lapicki
- 1987-1993 và 1996 -2002: Jan Englert
- 2002-2008: Lech Śliwonik
- 2008 -2016: Andrzej Strzelecki
- 2016 2016: Wojciech Malajkat

## Cựu sinh viên đáng chú ý
- Piotr Adamczyk
- Michał Bajor
- Joanna Brodzik
- Agata Buzek
- Stanisława Celińska
- Andrzej Chyra
- Mateusz Damięcki
- Paweł Domagała
- Bożena Dykiel
- Jan Englert
- Adam Ferency
- Katarzyna Figura
- Piotr Fronczewski
- Krystyna Janda
- Janusz Józefowicz
- Krzysztof Kolberger
- Marek Kondrat
- Małgorzata Kożuchowska
- Emilia Krakowska
- Agata Kulesza
- Olga Lipińska
- Tadeusz Łomnicki
- Daniel Olbrychski
- Jan Machulski
- Joanna Pacuła
- Franciszek Pieczka
- Andrzej Seweryn
- Małgorzata Socha
- Borys Szyc
- Hubert Urbański
- Roman Wilhelmi
- Rafał Zawierucha
- Michał Żebrowski
- Artur Żmijewski
- Marta Żmuda Trzebiatowska
- Zbigniew Zapasiewicz